# 科尔莫 (安省)
科尔莫（法語：Cormoz，法語發音：[kɔʁmo]）是法国东部安省的一个市镇，属于布雷斯地区布尔格区。

## 地理
科尔莫（46°26'57"N, 5°13'56"E）面积19.56 平方千米，位于法国奥弗涅-罗讷-阿尔卑斯大区安省，该省份为法国东部省份，北起汝拉省，西北接索恩-卢瓦尔省，西接罗讷省和里昂大都会，南至伊泽尔省，东与萨瓦省、上萨瓦省和瑞士接壤。
与科尔莫接壤的市镇（或旧市镇、城区）包括：博蓬、富瓦西亚、莱舍鲁、皮拉茹、圣尼济耶勒布舒、瓦雷訥聖索沃爾。

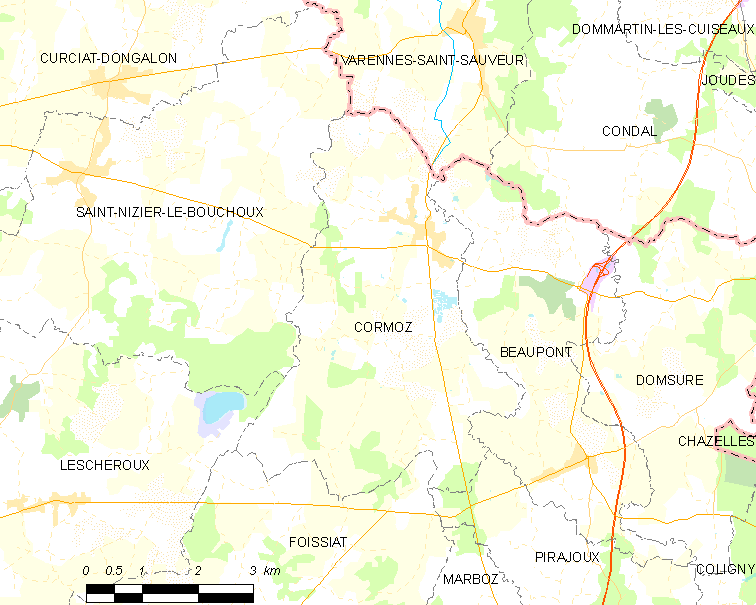
的OSM定位图

科尔莫的时区为UTC+01:00、UTC+02:00（夏令时）。

## 行政
科尔莫的邮政编码为01560，INSEE市镇编码为01124。

## 政治
科尔莫所属的省级选区为圣艾蒂安迪布瓦县。

## 人口

1962-2008年间人口变化图示

科尔莫于2022年1月1日时的人口数量为704人。